# (261109) Annie
Pour les articles homonymes, voir Annie.
(261109) Annie est un astéroïde de la ceinture principale.

## Description
(261109) Annie est un astéroïde de la ceinture principale. Il fut découvert le 25 septembre 2005 à Apache Point par Andrew C. Becker. Il présente une orbite caractérisée par un demi-grand axe de 3,18 UA, une excentricité de 0,06 et une inclinaison de 9,9° par rapport à l'écliptique.